# Изборник 1076 года
«Изборник» 1076 года — одна из самых древних сохранившихся (наряду с «Остромировым евангелием», «Изборником» 1073 года и «Новгородским кодексом») древнерусских рукописных книг, третья по древности сохранившаяся точно датированная рукопись. Был составлен во время правления великого князя Святослава Ярославича двумя переписчиками, одним из которых был «грешный Иоанн». В научный оборот Изборник ввёл в XVIII веке историк Михаил Михайлович Щербатов, которому она принадлежала. В настоящее время хранится в Российской национальной библиотеке.

## История
Изборник был создан в 1076 году во время правления великого князя Святослава Ярославича двумя переписчиками. Заказ «Изборника» приписывался самому великому князю, однако в настоящее время эта версия большинством исследователей отвергается. Высказывалось мнение, что «грешный Иоанн», один из переписчиков «Изборника 1076 года», является одним лицом с дьяком Иоанном, переписчиком «Изборника 1073 года», но палеографический анализ почерков эту гипотезу не подтвердил.
Существует гипотеза, что рукопись была составлена древнерусским книжником, использовавшим книги из библиотеки великого князя Святослава, адаптировав тексты, внеся в них некоторые лексические изменения. При этом он заменил некоторые церковнославянские слова на восточнославянские. Вероятно, составитель имел доступ не к греческим текстам, а к их южнославянским переводам. Одним из используемых источников был «Изборник» 1073 года. В настоящее время распространено мнение, что у «Изборника» был южнославянский протограф, который был компиляцией славянских переводов греческих текстов.
Ранняя история рукописи неизвестна. В XVIII веке её владельцем был историк Михаил Михайлович Щербатов, который и ввёл её в научный оборот. После его смерти в 1790 году рукопись попала в Эрмитажную библиотеку (Санкт-Петербург), позже она была передана в Государственную публичную библиотеку (сейчас — Российская национальная библиотека), где и хранится в настоящее время.

## Описание
Изборник 1076 года считался третьей по древности датированной восточнославянской рукописью после Остромирова евангелия 1056—1057 годов и Изборника Святослава 1073 года Однако в связи с находкой в 2000 году «Новгородского кодекса», признанного древнейшим рукописным восточнославянским текстом, порядковая нумерация смещается на один шаг: теперь Изборник 1076 г. — 4-я по древности рукопись.
Изборник 1076 года представляет собой пергаментную рукопись в малую четверку (16х12 см.), написана она уставом в один столбец, содержит 277 листов. По составу рукопись представляет собой сборник статей нравственно-христианского содержания. В него входят такие статьи, как Стословец (л. 29-62), Премудрость Иисусова сына Сирахова (л. 182—187 об., 134—141 об., 158—181 об., 142—157 об., 80-85), Афанасьевы ответы (л. 114—133 об., 188—227 об.) и ряд более мелких статей, принадлежащих или приписываемых Иоанну Златоусту, Василию Великому и другим авторам. Внешне рукопись необыкновенно проста: небольшого размера, скромно украшенная (отсутствие цветных иллюстраций) написана на пергаменте недостаточно хорошего качества и различной выделки выцветшими чернилами слабой концентрации. Рукопись плохо сохранилась: киноварь выцвела, часть текста угасла. Кроме того, её текст пострадал от поновления, сделанного в XIV—XV веках.
Второй «Изборник», кроме отрывков из сочинений византийских отцов церкви, содержит в себе переведённые с греческого отрывки из житийной литературы, из библейских книг, сборников изречений, «Поучения» диакона Агапита и тому подобное. Несколько статей этого сборника — славянского происхождения. В рукописи заставки, концовки и орнаментированные инициалы выполнены киноварью в старовизантийском стиле. Изящные рисунки киноварью с изображением грифона и леопарда. В книге имеется запись одного из писцов, по имени Иоанн, об окончании работы над книгой в 1076 г. при князе Святославе. На листах многочисленные пометы читателей и позднейших переписчиков, имя одного из них, работавших с рукописью в XIV в., — многогрешного Андрея — сохранила запись. Читается также запись с указанием имени владельца рукописи в XIV в. — «господин Семен». Переплет XV в. — доски в коже с тиснением. Книга хранится в футляре, обтянутом коричневой кожей, изготовленном в библиотеке Эрмитажа в период 1791—1851 гг. В XVIII в. рукопись находилась в библиотеке князя М. М. Щербатова (1773—1790) — сенатора, писателя и историографа, который ввел памятник в научный оборот в своей «Истории российской от древнейших времен». После смерти М. М. Щербатова рукопись вместе с другими книгами князя была куплена для Эрмитажной библиотеки, а в 1852 г. поступила в Императорскую публичную библиотеку (сегодня — Российская национальная библиотека) в составе Эрмитажного собрания.
Изборник призывает человека к чистоте помыслов, совестливости, сочувствию, умеренности, к добрым делам (кротости, милостыни), а также непричастности к таким грехам, как хула, клевета, зависть, татьба, любодейство, пьянство, объедение. Во взглядах[чьих?] на природу человека особое место занимает воля, душа, сердце и разум сердца.